# David Arnold
David Arnold (23 de enero de 1962 en Bedfordshire, Inglaterra) es un compositor británico, conocido por sus partituras en Stargate, Independence Day, y cinco películas de James Bond.

## James Bond
Desde temprana edad se consideró a sí mismo como un fan de Bond declarado. En 1997 produjo el álbum Shaken and Stirred: The David Arnold James Bond Project en la que presenta versiones nuevas de temas clásicos de la serie de James Bond interpretado por artistas contemporáneos como Jarvis Cocker, Chrissie Hynde del grupo The Pretenders e Iggy Pop.
Su éxito en las películas Stargate e Independence Day, junto con una recomendación propia del compositor John Barry hacia los productores Barbara Broccoli y Michael Wilson, lo llevaron a tomar las riendas de la música de El mañana nunca muere.
Posteriormente continuó como el compositor oficial del agente 007, con otras partituras como The World Is Not Enough, Die Another Day, Casino Royale y Quantum of Solace.

## Trabajos como compositor
- The Young Americans (1993).
- Stargate (1994).
- Last of the Dogmen (1995).
- Independence Day (1996).
- A Life Less Ordinary (1997).
- El mañana nunca muere (1997).
- Godzilla (1998).
- The World Is Not Enough (1999).
- Wing Commander (1999).
- Shaft (2000).
- Baby Boy (2001).
- The Musketeer (2001).
- Zoolander (2001).
- Changing Lanes (2002).
- Enough (2002).
- Die Another Day (2002).
- 2 Fast 2 Furious (2003).
- The Stepford Wives (2004).
- Little Britain (durante catorce episodios) (2003–2005).
- Cuatro hermanos (2005).
- Stoned (2005).
- Amazing Grace (2006).
- Casino Royale (2006).
- Hot Fuzz (2007).
- Agent Crush (2008).
- Quantum of Solace (2008).
- Crooked House (junto a Michael Price) (2008).
- Las crónicas de Narnia: la travesía del Viajero del Alba (2010).
- Morning Glory (2010).
- Made in Dagenham (2010).
- Sherlock (junto a Michael Price) (2010).
- Paul (2011)
- Good omens (serie)  (2019)

### Musicales para televisión
- Little Britain.
- Randall and Hopkirk (detceased).

## Colaboraciones con otros artistas
- Melanie Chisholm
- Massive Attack
- Björk
- Shirley Manson
- Natasha Bedingfield